# Krokigtjärnen (Arvidsjaurs socken, Lappland)
Krokigtjärnen är en sjö i Arvidsjaurs kommun i Lappland och ingår i Skellefteälvens huvudavrinningsområde. Sjöns area är 0,02 kvadratkilometer och den är belägen 500 meter över havet.